# Brand-New RADIO
『Brand-New RADIO』（ブランニュー・レディオ）は、エフエム愛知で、2015年3月30日から2017年3月31日まで放送されていた平日朝のワイド番組。

## 概要
同年3月までこの時間帯には『グッデイ!』が放送されてきたが、エフエム愛知がステーション・ネームを「FM AICHI」から「@FM」（アットエフエム）に変更するのに伴い、放送時間を大幅に拡大してスタートした朝のワイド番組。
『モーニング・グルーブ』以来4年ぶりに6:00スタートの朝ワイドが始まることとなった。
一方で、6:00 - 7:30に放送されてきた『中西哲生のクロノス』はAラインパートのみの放送となったが、第一部のパートは基本的にクロノスのBラインパートの構成を引き継いでおり、『おはようSMAP』の関係でフィラーBGMが流れる時間帯が発生する6時台前半パートを自社制作に切り替えた形になっている。
キャッチコピーは「今日も新しい1日を、新しくスタートするラジオ（@FM）で!」。

## パーソナリティ
- 山口千景（月曜・水曜・金曜）
- 佐井祐里奈（火曜・木曜）

## タイムテーブル
Brand-New RADIO 第1部
- 6:00 - オープニング、東海地方の天気予報

オープニングはパーソナリティがスタジオのあるビルの屋上に出て、空模様や街の様子を伝える。
- 6:15 - スポーツニュース
- 6:20 - 今日は何の日?

記念日等の紹介と著名人の誕生日を短く伝える。
- 6:27 - 第1部エンディング

中西哲生のクロノス／ 速水健朗のクロノス・フライデー 第1部（番組に内包）
- 6:30 - LOVE & HOPE 〜ヒューマン・ケア・プロジェクト〜
- 6:40 - コスモアースコンシャスアクト 未来へのタカラモノ

Brand-New RADIO 第2部
- 6:45 - 占いコーナー（2016年6月までは快適生活ラジオショッパー）

この時点で直後のニュースを担当するアナウンサーがスタジオに入って、パーソナリティとともに進行する場合もある。
- 6:50 - 東海地方のニュース・天気予報、第2部エンディング

ニュース担当アナウンサーが伝える。
中西哲生のクロノス／ 速水健朗のクロノス・フライデー 第2部（番組に内包）
- 6:55 - MY OLYMPIC
- 7:00 - WAKE UP NEWS
- 7:06 - Weather Guide
- 7:10 - TREND EYES
- 7:18 - ジブラルタ生命 Heart to Heart ありがとう、先生!（月曜・水曜・金曜） / KUMON 笑顔100点満点♪（火曜・木曜）
- 7:20 - 追跡!（月曜・水曜・金曜） / 追跡! 日本生命 朝の経済サプリ（火曜） / 追跡! JA共済 presents なるほど!交通安全（木曜）
- 7:27 - 東京ディズニーリゾート presents Spring Calendar（月曜 - 木曜）

Brand-New RADIO 第3部
- 7:30 - 第3部オープニング、東海地方の天気
- 7:33 - @FM トラフィック
- 7:35 - ニュースフラッシュ
- 7:47 - @FM トラフィック
- 7:49 - 名古屋小牧空港 フライトインフォメーション
- 7:55 - 第3部エンディング

中西哲生のクロノス／ 速水健朗のクロノス・フライデー 第3部（番組に内包）
- 8:00 - SUZUKI Breakfast News
- 8:09 - ルートインホテルズ 今日のスポーツ
- 8:10 - Honda Smile Mission

Brand-New RADIO 第4部
- 8:18 - 第4部オープニング
- 8:23 - @FM トラフィック
- 8:25 - デイリーワード
  - 前番組「グッデイ!」から引き続き放送されている。
- 8:35 - @FM トラフィック
- 8:55 - 第4部エンディング

※各部の名称は便宜上付けているもので、番組内では呼称されない。